# سلفاسالازين
سلفاسالازين  (بالإنجليزية: Sulfasalazine)‏ تم تطوير السلفاسالازين في خمسينات القرن العشرين خصيصاً لعلاج التهاب المفاصل الروماتويدي. كان يُعتقد حين ذاك أن الالتهابات البكتيرية كانت سبب التهاب المفاصل الروماتويدي. السلفاسالازين من أدوية السلفا، وهو مشتق من ميسالازين mesalazine، ويتشكل من خلال ربط السلفابيريدين والساليسيلات برابطة آزو.

## الاستطبابات
يستخدم سلفاسالازين في علاج مرض الأمعاء الملتهبة، بما في ذلك التهاب القولون التقرحي وداء كرون. وهو يستطب أيضاً في التهاب المفاصل الروماتويدي ويستخدم في أنواع أخرى من التهاب المفاصل (كالتهاب المفاصل الصدفي) حيث له تأثير مفيد. إنه غالباً جيد التحمل مقارنة بغيره من الأدوية المضادة للروماتيزم المعدلة للمرض DMARDs.
في التجارب السريرية لعلاج مدمني الكحول، قد وجد أن سلفاسالازين يعكس التندب المرتبط بتشمع الكبد.
ظهر أن خلايا تدعي ميوفيبروبلاست،myofibroblasts التي تساهم تندب الأنسجة في الكبد المريضة، تفرز أيضاً بروتينات تمنع تمزق الندب. ظهر أن السلفاسالازين يؤخر هذا الإفراز.
كشفت دراسة في جامعة نيوكاسل أن هذا الدواء قد يعمل أيضاً على المساعدة في شفاء التشمع الكبدي.

## آلية التأثير
السلفاسالازين ومستقلَبه 5-أمينو ساليسيليك أسيد 5-ASA يمتصان بشكل ضعيف من القناة الهضمية. لذا يُعتقد أن طريقة تأثيره الرئيسية تكون بتواجده داخل الأمعاء.

## المصدر
http://www.uptodate.com/contents/disease-modifying-antirheumatic-drugs-dmards-beyond-the-basics
1. 1 2  Drug Indications Extracted from FAERS، DOI:10.5281/ZENODO.1435999، QID:Q56863002
2. ↑  Azulfidine، QID:Q2311683
3. 1 2  sulfasalazine، معهد المعلوماتية الحيوية الأوروبي، QID:Q902623
4. ↑  SULFASALAZINE، QID:Q6120337